# 上亞洛韋茨

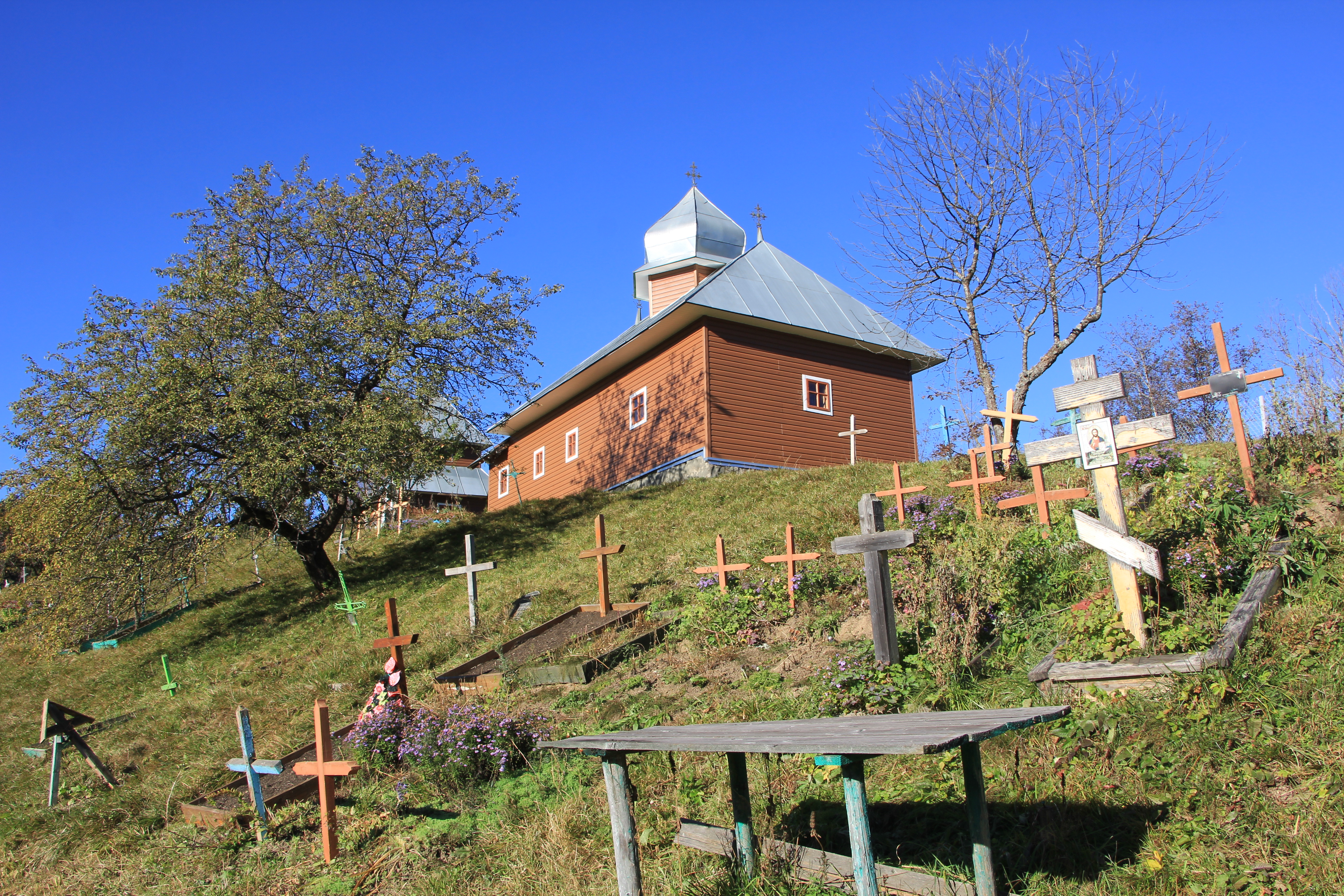
教堂

47°49′26″N 25°4′23″E / 47.82389°N 25.07306°E
上亞洛韋茨（烏克蘭語：Верхній Яловець）是位於烏克蘭西南部的村莊，由切爾諾夫策州維日尼察區的塞利亞廷市鎮負責管轄。該村處於亞洛維切拉河畔，海拔高度980米，2001年人口178。